# Kenneth Hudson Award

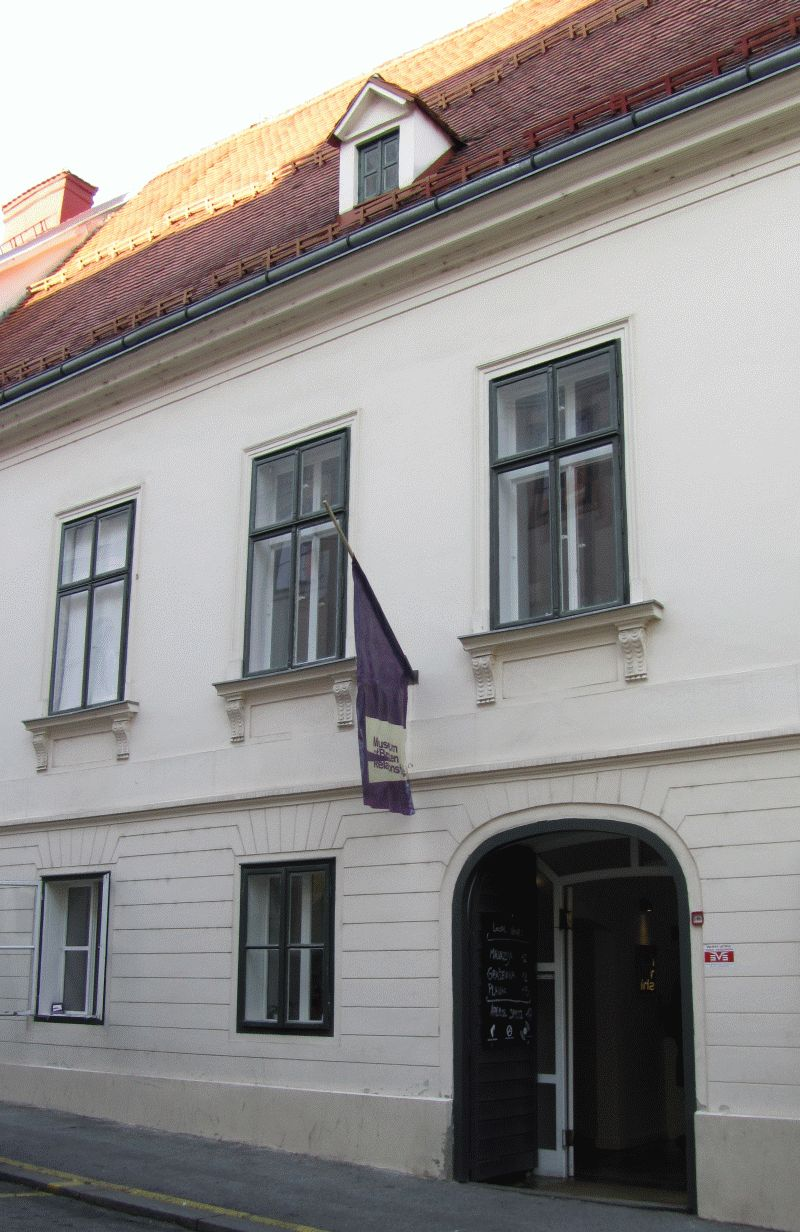
Brustna relationers museum i Zagreb, vinnare 2011

Kenneth Hudson Award delas ut årligen sedan 2010 av European Museum Forum för ovanliga, vågsamma och ibland kontroversiella insatser som utmanar konventionella uppfattningar om vad som ett museum är. Priset ska ge erkännande till individer, projekt och museer som har visat “enastående framgång i att kommunicera idéer och vad de står för till allmänheten". Museet delas ut till åminnelse av Kenneth Hudson.

## Pristagare
- 2014 Žanis Lipke Memorial, Ķīpsala, Riga, Lettland, ett museum över hamnarbetare och smugglaren Žanis Lipke, som räddade livet på 50 judar från Rigas ghetto under andra världskriget.[1]
- 2013 Museu da Comunidade Concelhia da Batalha, Damão e Diu, Batalha, Portugal för museets satsning på att ge en upplevelse för besökare som är blinda eller partiellt synskadade.[2]
- 2012 Glasnevin Cementary Museum, Glasnevins kyrkogård, Dublin, Irland[3]
- 2011 Brustna relationers museum (Muzej Prekinutih Veza), Zagreb, Kroatien[4][5]
- 2010 Museum für Verhütung und Schwangerschaftsabbruch (Museet för prevention och abort), Mariahilfer Gürtel, Wien, Österrike[6]